# Svartbukig visseland
Svartbukig visseland (Dendrocygna autumnalis) är en amerikansk andfågel i familjen änder. Den förekommer från södra USA till norra Argentina. Arten ökar i antal och kategoriseras som livskraftig.

## Utseende och läten

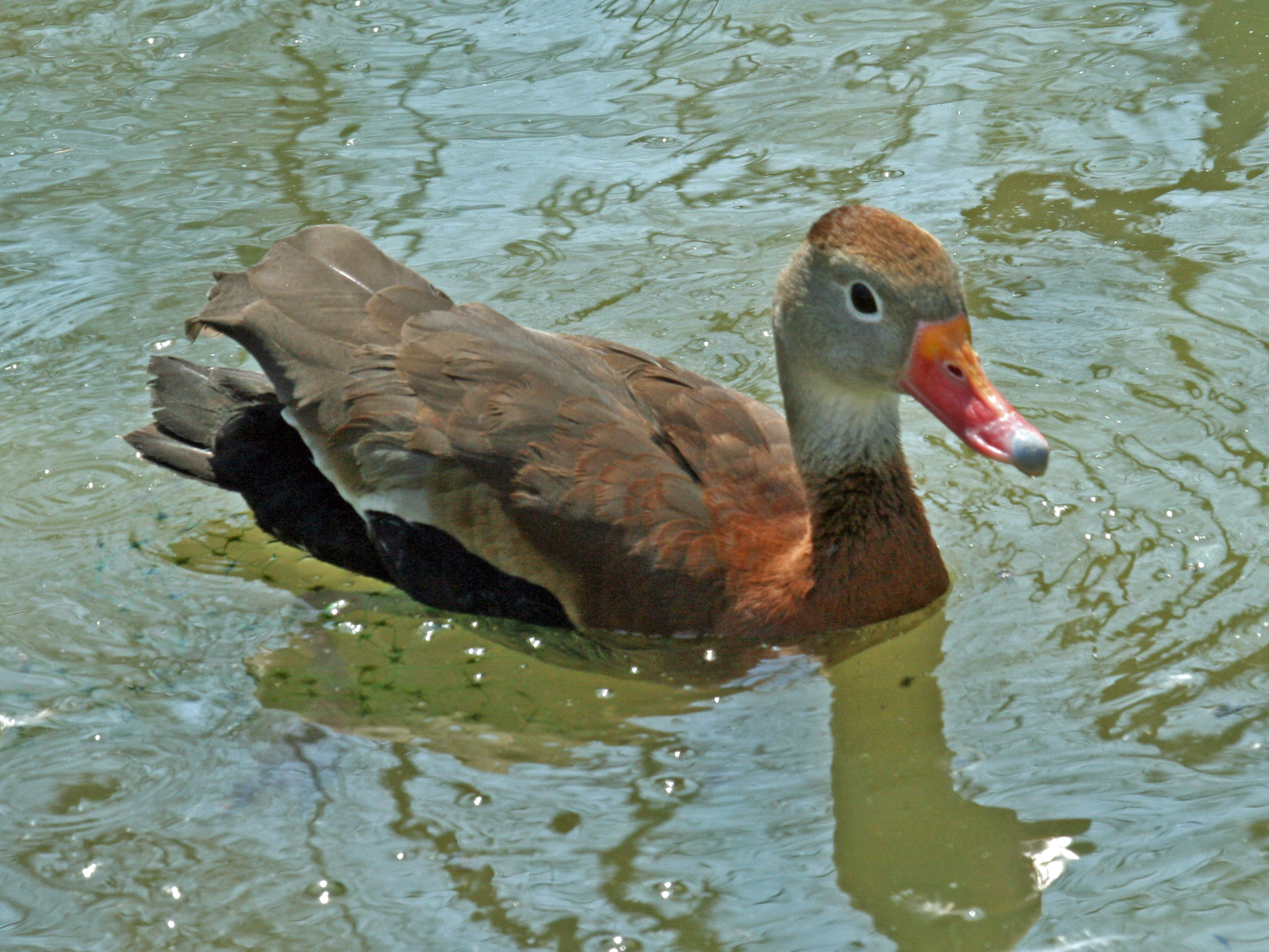
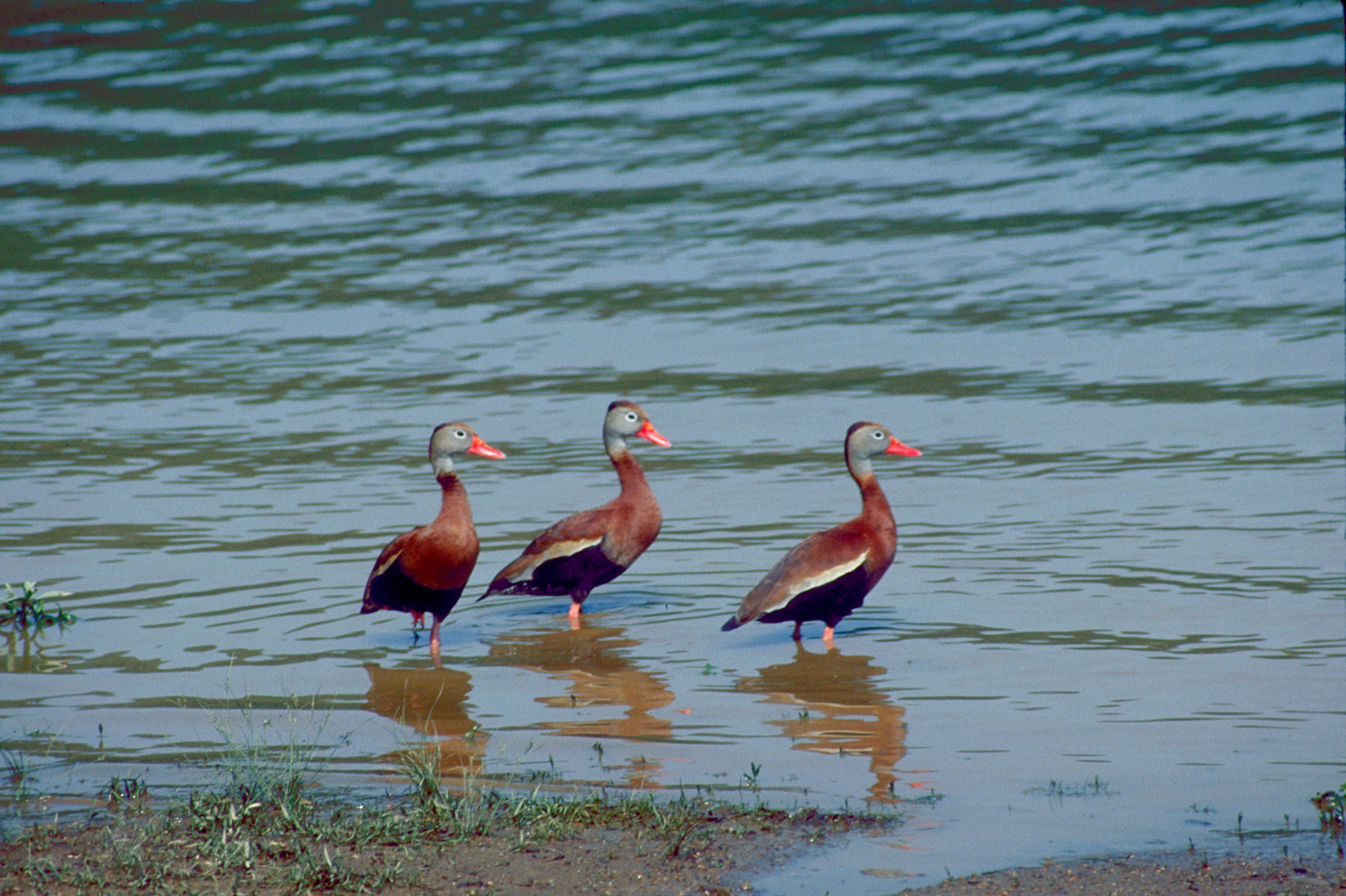
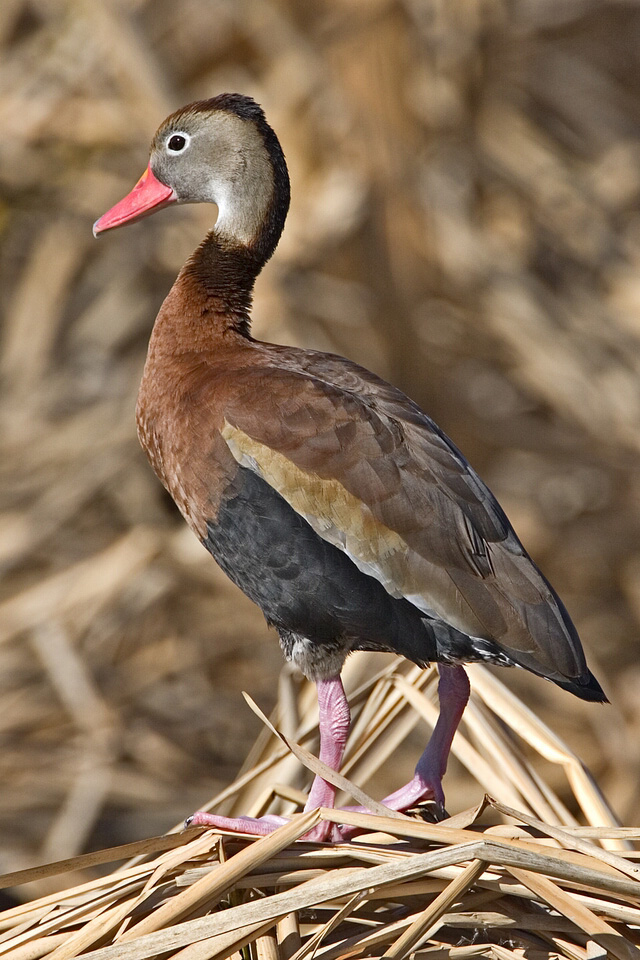

Svartbukig visseland är en 43–53 cm lång andfågel med lång hals och långa ben. Den har en mycket karakteristisk teckning: röd näbb, grått ansikte, rödbrun kropp med svart buk, svarta vingundersidor och ett tydligt vitt band på ovansidan av vingen som även syns på sittande fågel. Flyktlätet är hest men melodiskt visslande och återges i engelsk litteratur som "pit pit pit WHEE do eeew".

## Utbredning och systematik
Svartbukig visseland förekommer i stora delar av Nord- och Sydamerika. Den delas upp i två underarter med följande utbredning:
- Dendrocygna autumnalis fulgens – södra USA till Panama
- Dendrocygna autumnalis autumnalis – Panama till norra Argentina, huvudsakligen öster om Anderna

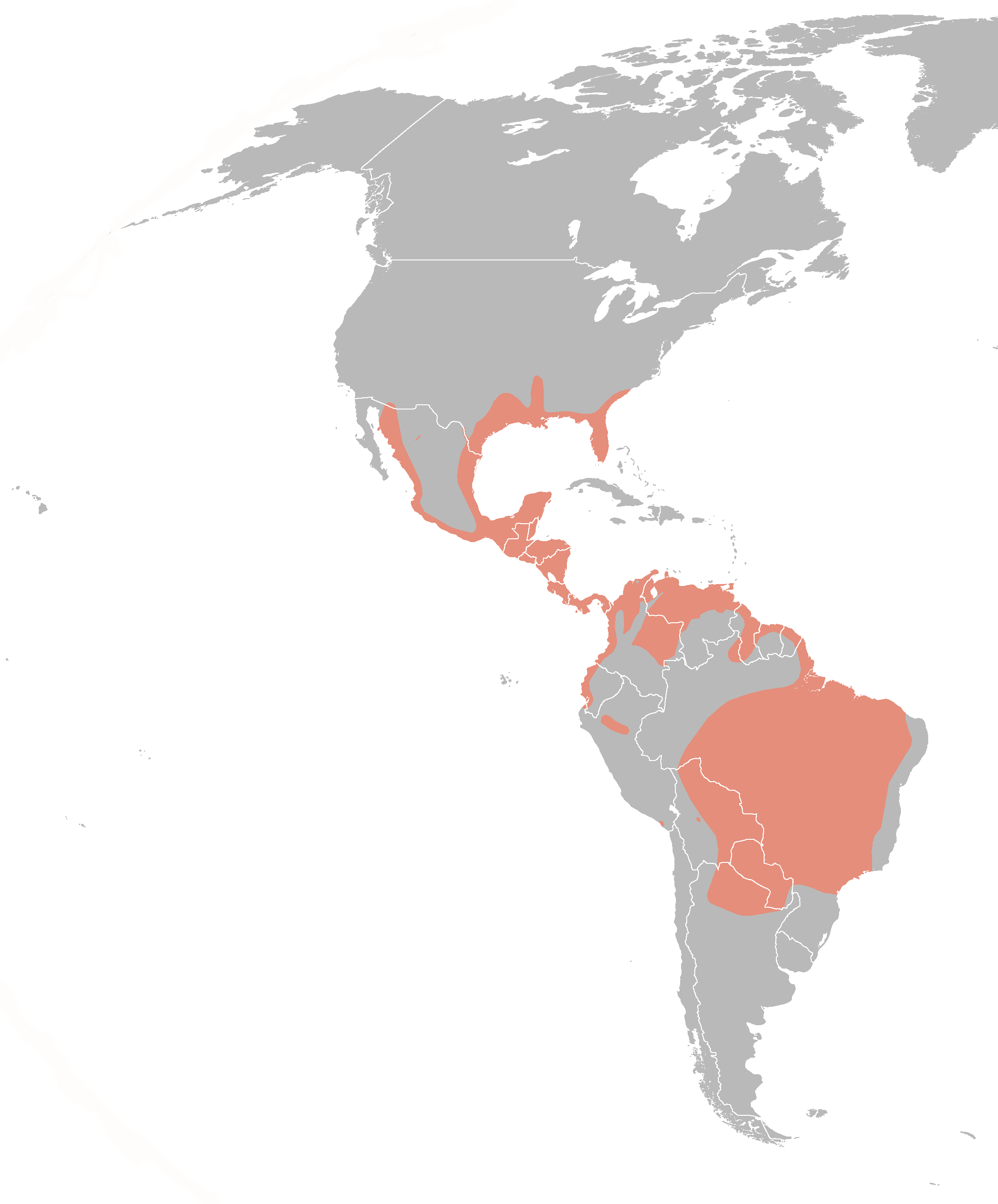
Utbredningsområdet för svartbukig visseland.

## Levnadssätt
Svartbukig visseland hittas i grunda vatten, ofta i stora flockar utmed stränderna eller betande på närliggande jordbruksfält. Den häckar i trädhål eller holkar vid eller nära vatten.

## Status och hot
Arten har ett stort utbredningsområde och en stor population, och tros öka i antal. Utifrån dessa kriterier kategoriserar IUCN arten som livskraftig (LC). Världspopulationen uppskattas till mellan 1,1 och två miljoner individer.